# Попуже
Попуже су насељено мјесто у општини Шипово, Република Српска, БиХ. Према попису становништва из 2013. у насељу је живјело само 19 становника.

## Становништво
Према попису становништва из 1991. године, мјесто је имало 105 становника.
| Националност | 1991.      | 1981.        | 1971.      |
| Срби         | 105 (100%) | 183 (99,46%) | 278 (100%) |
| Југословени  |            | 1 (0,54%)    |            |
| Укупно       | 105        | 184          | 278        |